# Xã Howard, Quận Knox, Ohio
Xã Howard (tiếng Anh: Howard Township) là một xã thuộc quận Knox, tiểu bang Ohio, Hoa Kỳ. Năm 2010, dân số của xã này là 5.617 người.